# Ballerina (filme)
Ballerina (bra: Bailarina - Do Universo de John Wick; prt: Do Universo de John Wick: Ballerina) (comercializado como From the World of John Wick: Ballerina) é um filme estadunidense de 2025 de thriller de ação neo-noir e o quinto filme da franquia John Wick, servindo como um spin-off ambientado entre os eventos de John Wick: Chapter 3 – Parabellum (2019) e John Wick: Chapter 4 (2023). É dirigido por Len Wiseman, escrito por Shay Hatten e estrelado por Ana de Armas no papel principal, junto com Gabriel Byrne, Catalina Sandino Moreno e Norman Reedus em papéis de coadjuvantes. Entre aqueles que reprisam seus papéis dos filmes anteriores estão Anjelica Huston, Lance Reddick (em sua última aparição em tela), Ian McShane e Keanu Reeves.
A Lionsgate adquiriu o roteiro específico de Hatten para o filme em 2017, levando-o a contribuir para o roteiro final de Parabellum e depois servindo como roteirista principal de Chapter 4. Em outubro de 2019, Wiseman foi contratado como diretor, com Chad Stahelski confirmado como produtor em maio de 2020. Ballerina foi anunciado oficialmente em abril de 2022, com de Armas confirmada para substituir Unity Phelan, que interpretou a personagem em Parabellum, no papel principal; naquele dezembro, o restante do elenco principal estava completo. As filmagens começaram logo depois, em Praga, na República Tcheca. Sequências de ação adicionais foram filmadas a partir de fevereiro de 2024.
Ballerina foi lançado em muitos países em 4 de junho de 2025, seguido pelos EUA em 6 de junho de 2025. O filme recebeu avaliações geralmente positivas dos críticos.

## Enredo
Eve Macarro é filha de dois assassinos: Javier, da Ruska Roma(ru), e sua não identificada esposa Cultista. Ainda jovem, Eve foi afastada do Culto por Javier, o que resultou na morte de sua mãe. Quando o Chanceler do Culto tenta recuperar Eve, eles invadem sua residência, matando seus guardas e ferindo mortalmente Javier, que a ajuda a escapar. Winston Scott, proprietário do Continental de Nova York, leva Eve para a Ruska Roma, onde ela conhece sua Diretora e concorda em se juntar a eles.
Nos 12 anos seguintes, Eve treina como bailarina e assassina/guarda-costas sob a supervisão da Diretora e de Nogi. Em certo ponto, ela encontra John Wick, que estava visitando a Diretora para pedir passagem segura para Casablanca. John aconselha Eve a abandonar seu caminho violento, mas sem sucesso. Eve se forma no programa após matar uma colega assassina da Ruska Roma, que se subentende ter falhado em suas obrigações. Eve então protege com sucesso seu primeiro cliente, a herdeira Katla Park. Dois meses depois, após completar um contrato, Eve é atacada por um assassino, a quem ela mata e identifica como Cultista. Ela pergunta à Diretora sobre o Culto, buscando vingança. A Diretora proíbe Eve de perseguir o Culto devido a uma trégua de longa data entre o Culto e a Ruska Roma.
Eve desobedece a Diretora e visita o Continental de Nova York, onde Charon lhe concede uma reunião com Winston. Winston revela que um Cultista, Daniel Pine, está hospedado no Continental de Praga com uma grande recompensa por sua cabeça. Eve viaja para lá e reserva um quarto. Eve se infiltra no quarto de Pine, descobrindo sua filha Ella, a quem Pine revela estar escondendo do Culto, após ter escapado deles. Enquanto vários Cultistas estacionados no hotel observam Eve e Pine, sua líder Lena aumenta a recompensa de Pine. Os Cultistas e outros mercenários atacam Pine nas dependências do Continental. Pine confia Ella a Eve, prometendo dar-lhe informações sobre o Culto mais tarde. Ao saírem do Continental, o Cultista Dex atira em Pine, enquanto Lena incapacita Eve e sequestra Ella. A equipe do Continental de Praga poupa Eve e executa dois Cultistas/mercenários capturados por seu ataque.
Eve vai comprar armas do traficante Frank, mas o Culto ataca sua loja. Depois que Eve mata os Cultistas, Frank a ajuda a restringir a localização da base do Culto e fornece transporte. A busca de Eve a leva à cidade de Hallstatt, onde ela rapidamente é atacada por seus habitantes, que são todos assassinos trabalhando para o Culto. Eve é eventualmente capturada e levada ao Chanceler, que descobre sua afiliação com a Ruska Roma. Eve revela seu plano de vingança, enquanto ele revela que Pine é seu filho e Ella sua neta. O Chanceler se lembra de Eve, informando Lena que ela é a irmã mais velha de Eve. Eve se liberta antes de ser encurralada por Lena, que revela o parentesco delas. Lena diz que Javier a abandonou durante sua fuga por temer que o Culto já a tivesse doutrinado. Ao ouvir Eve e Lena conversando, o Chanceler ordena suas mortes; Lena é morta pelas granadas do Culto enquanto Eve escapa.
O Chanceler liga para a Diretora para declarar guerra entre suas facções devido às ações de Eve, apesar de a Diretora compartilhar que Eve havia agido por conta própria. Para apaziguar o Chanceler, a Diretora envia John Wick para eliminar Eve como um compromisso, o que o Chanceler aceita. John chega a Hallstatt, onde encontra e derrota Eve, poupando-a repetidamente e implorando para que ela abandone sua perseguição. Eve implora por sua vingança, levando um John simpático a dar-lhe menos de trinta minutos para matar o Chanceler, após o que ele continuará seu contrato.
Eve continua lutando contra o Culto por Hallstatt, com John a assistindo à distância. Quando o Culto perde o rastro de John, o Chanceler tenta fugir com Ella, mas Eve os encurrala. O Chanceler tenta argumentar com Eve, mas ela o executa e resgata Ella. John informa a Diretora sobre a morte do Chanceler.
Ella é reunida com um Pine em recuperação no Continental de Nova York, onde Eve busca refúgio. O Culto coloca uma grande recompensa pela cabeça de Eve. Enquanto assiste à apresentação de balé de Tatiana, ex-aprendiz de Kikimora, Eve descobre a recompensa e deixa o teatro.

## Elenco
- Ana de Armas como Eve Macarro, uma bailarina que começa a treinar nas tradições assassinas da Ruska Roma.[7] De acordo com o colega de elenco Ian McShane, a personagem está sob a proteção de Winston e Charon no Hotel Continental de Nova York ao longo do filme.[8]
  - Victoria Comte como Eve Macarro jovem
- Anjelica Huston como A Diretora, líder da Ruska Roma, uma organização de bailarinas assassinas baseada em Nova York.[9]
- Gabriel Byrne como O Chanceler, o principal antagonista do filme e líder de um perigoso culto de assassinos com base em Hallstatt.[8][10]
- Lance Reddick como Charon, o concierge do Hotel Continental em Nova York, amigo de Winston Scott e conhecido de John Wick.[11] Esta foi a última aparição de Reddick como Charon e sua última aparição em tela lançada postumamente.[12]
- Norman Reedus como Daniel Pine, um assassino e filho do Chanceler que está fugindo do Culto.[13] Reedus admirou Keanu Reeves pelo trabalho exigente da série de filmes, um "tipo de trabalho que exige um Advil o dia todo". Reedus contrastou as cenas de luta rigidamente coreografadas do filme com as cenas "soltas" e "desleixadas" de sua série The Walking Dead: Daryl Dixon (2023–presente).[14]
- Catalina Sandino Moreno como Lena, uma assassina trabalhando para o Chanceler, que é a irmã mais velha há muito tempo perdida de Eve.[15]
- Ian McShane como Winston Scott, o enigmático proprietário do Hotel Continental de Nova York e amigo de John Wick.[16]
- Keanu Reeves como John Wick, um assassino profissional e lendário que ganhou reputação por suas habilidades e está fugindo da Alta Cúpula.[17]
- Sharon Duncan-Brewster aparece como Nogi, mentora de Eve.[18]
- Choi Soo-young interpreta Katla Park, a primeira protegida de Eve em missão de campo.
- Robert Maaser interpreta Dex, o braço direito do Chanceler.
- Jung Doo-hong aparece como Il Seong, que tenta capturar Katla.
- Waris Ahluwalia aparece como O Olho, um cultista que supervisiona a cidade.[19]
- David Castañeda interpreta Javier Macarro, pai de Eve e Lena, afiliado à Ruska Roma.[20]
- Abraham Popoola estrela como Frank, um traficante de armas de alto nível baseado em Praga.[21]
- Ava McCarthy interpreta Ella Pine, neta do Chanceler e filha de Pine.[22]

- Juliet Doherty interpreta Tatiana, uma talentosa bailarina que foi ex-aprendiz da Ruska Roma ao lado de Eve antes de ser dispensada.[23]

## Produção

### Desenvolvimento

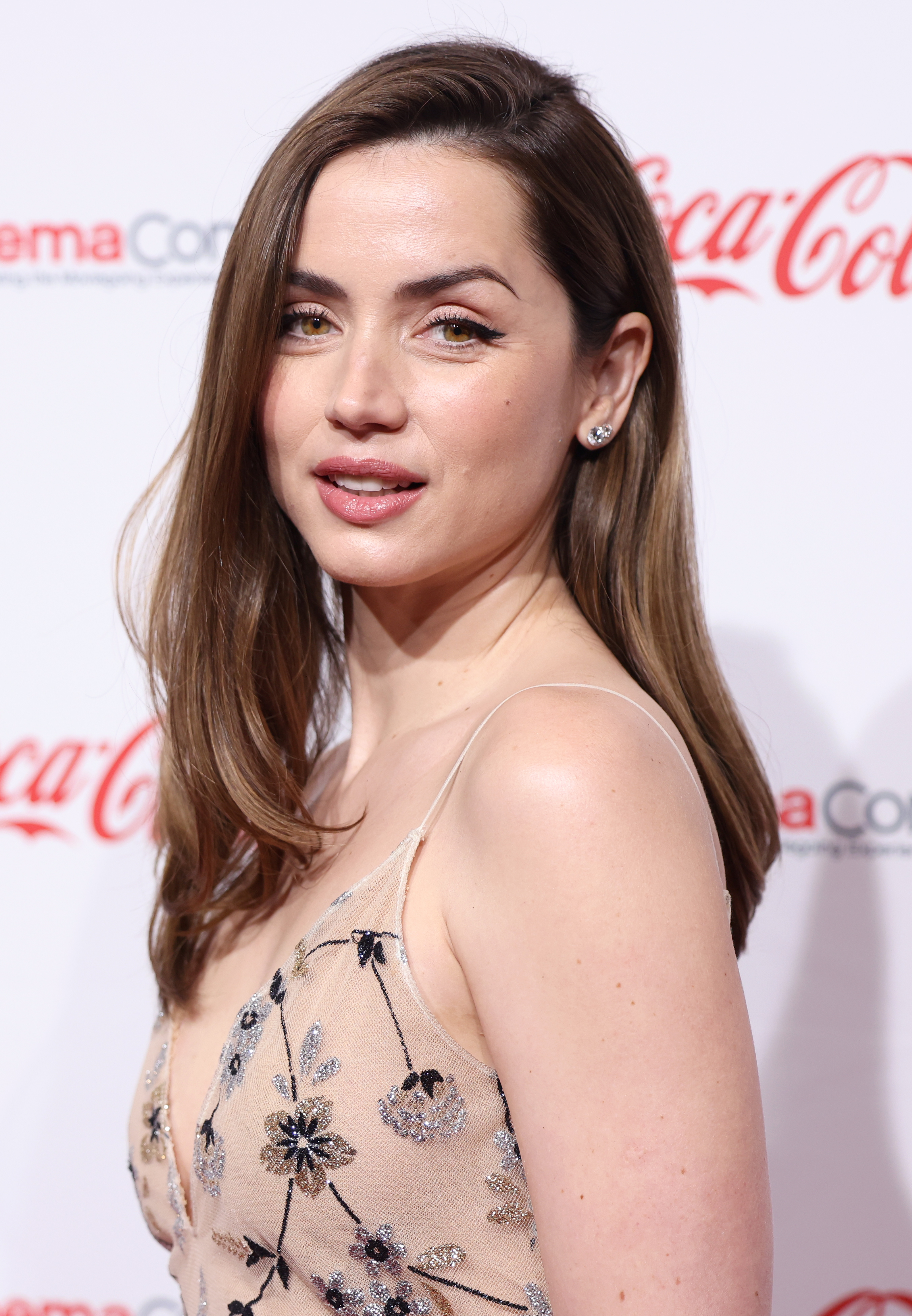
Ana de Armas foi escalada em 2021 para interpretar a personagem principal, uma bailarina assassina chamada Eve Macarro.

Em julho de 2017, a Lionsgate Films adquiriu o thriller de ação Ballerina, de Shay Hatten, com a Thunder Road Films produzindo o filme com Hatten reescrevendo o roteiro para fazer parte da franquia John Wick, com a personagem-título, Eve Macarro, sendo finalmente escrita para terceiro filme principal, John Wick: Chapter 3 – Parabellum, em uma participação especial antes da produção de Ballerina, interpretada por Unity Phelan. No final do ano, o roteiro foi votado na Lista Negra dos melhores roteiros não produzidos em 2017. Em outubro de 2019, Len Wiseman foi contratado para dirigir o filme. Em maio de 2020, foi noticiado que o estúdio procurava uma atriz para estrelar o filme, tendo Chloë Grace Moretz como referência para o tipo de talento que procuravam. Chad Stahelski se encontrou com Wiseman e abordou executivos para contratar o cineasta. Ele confirmou que ele e sua equipe trabalharão em estreita colaboração com Wiseman nas sequências de ação e cenas de ação do filme, reconhecendo ao mesmo tempo que o estilo de filmagem de Wiseman adicionará variedade à franquia. Nesse ponto, Wiseman e Hatten estavam trabalhando em um rascunho mais recente do roteiro. Em outubro de 2021, Ana de Armas entrou em negociações para interpretar a personagem titular, uma bailarina-assassina. Outra bailarina foi interpretada por Unity Phelan em Parabellum. Em abril de 2022, a Lionsgate anunciou oficialmente o filme no CinemaCon e disse que de Armas estrelaria o papel principal. Em julho de 2022, Emerald Fennell foi contratada para contribuir com o roteiro como uma de suas roteiristas.

### Filmagens
Inicialmente programado para começar no verão de 2022, as filmagens começaram oficialmente em 7 de novembro de 2022, em Praga, República Tcheca. Ao longo do mês e no início de dezembro, foi anunciado que Keanu Reeves, Ian McShane, Lance Reddick e Anjelica Huston se juntaram ao elenco e irão reprisar seus papéis de filmes anteriores da franquia; como John Wick, Winston Scott, Charon e "a Diretora", respectivamente; Ao longo de dezembro, Gabriel Byrne, Norman Reedus e Catalina Sandino Moreno juntaram-se ao elenco de apoio em papéis não revelados. Durante as filmagens, Reeves não foi capaz de ajustar seu cronograma de filmagens para aceitar a oferta da Lucasfilm para interpretar o Mestre Jedi Sol na série de Star Wars do Disney+, The Acolyte (2024), resultando no papel indo para Lee Jung-jae. Ballerina estava em pós-produção em fevereiro de 2023. Em fevereiro de 2024, o produtor Chad Stahelski estava trabalhando em sequências de ação adicionais para o filme com o diretor Len Wiseman. Em março, David Castañeda e Sharon Duncan-Brewster juntaram-se ao elenco. A estrela Norman Reedus viajou do Japão para filmar suas cenas de luta adicionais em Budapeste.

### Trilha sonora
Em setembro de 2024, Tyler Bates e Joel J. Richard foram contratados para compor a trilha sonora do filme. Marco Beltrami e Anna Drubich compuseram originalmente a trilha sonora após serem contratados em abril de 2023.

## Marketing
O primeiro material de marketing do filme, exibido na convenção CinemaCon de abril de 2024, foi um pequeno trailer lançado ao público a portas fechadas. A Entertainment Weekly informou que o trailer incluía Charon, Winston, o personagem não revelado de Norman Reedus, e Wick em uma aparição especial no final. Lá, seu título foi apresentado como John Wick Presents: Ballerina. O Bleeding Cool chamou o trailer de "exatamente do que são feitos os sonhos do CinemaCon". Em 26 de setembro de 2024, o primeiro trailer do filme foi lançado pela Lionsgate.

## Lançamento
Ballerina foi lançado nos Estados Unidos e no Reino Unido em 6 de junho de 2025. Anteriormente, tinha lançamento agendado para 7 de junho de 2024. A distribuição do filme no Brasil está por conta da Paris Filmes.

## Potencial sequência
Em março de 2023, a produtora Erica Lee afirmou que o estúdio tem planos provisórios para desenvolver uma sequência estrelada por Ana de Armas.

## Links externos
- From the World of John Wick: Ballerina no IMDb
- From the World of John Wick: Ballerina Site oficial